# Kreis Peqin
Der Kreis Peqin (albanisch: Rrethi i Peqinit) war einer der 36 Verwaltungskreise Albaniens, die im Sommer 2015 nach einer Verwaltungsreform aufgehoben worden sind. Der in Mittelalbanien im  Qark Elbasan gelegene Kreis hatte eine Fläche von lediglich 191 Quadratkilometern und rund 26.136 Einwohner (2011). Benannt wurde der Kreis nach dem Hauptort Peqin, der rund 6300 Einwohner hat (2011). Die Bevölkerung der Region ist fast ausnahmslos muslimisch.
Der Kreis bildet heute die Bashkia (Gemeinde) Peqin. Das Gebiet ist ein rund 15 Kilometer langer, fruchtbarer Abschnitt im breiten Shkumbin-Tal. Der Fluss verläuft von Elbasan kommend in ost-westlicher Richtung. Nördlich davon steigen die Hügel bis gegen 750 m ü. A. Südlich des Shkumbins gegen das Hügelgebiet der Dumreja ist die Landschaft flacher. Nach Westen öffnet sich das Tal zur Myzeqe-Ebene.
Peqin liegt an der wichtigsten albanischen West-Ost-Achse. Sowohl die Strecke der albanischen Eisenbahn HSH von Durrës nach Pogradec als auch der Korridor 8 der Paneuropäischen Verkehrskorridore von der Adria über Nordmazedonien ans Schwarze Meer folgen dem Shkumbin-Tal durch Peqin. Auch die Römer reisten schon auf dieser Strecke. Ein Etappenort der antiken Verkehrsachse Via Egnatia war Clodiana, das aufgrund von Ausgrabungen und antiker Überreste östlich von Peqin vermutet wird.

## Gemeinden
| Name     | Einwohner (2011) | Gemeindeart |
| -------- | ---------------- | ----------- |
| Peqin    | 6.353            | Bashkia     |
| Gjoçaj   | 5.207            | Komuna      |
| Karina   | 1.350            | Komuna      |
| Pajova   | 6.626            | Komuna      |
| Përparim | 3.423            | Komuna      |
| Sheza    | 3.177            | Komuna      |